# Monte Apo

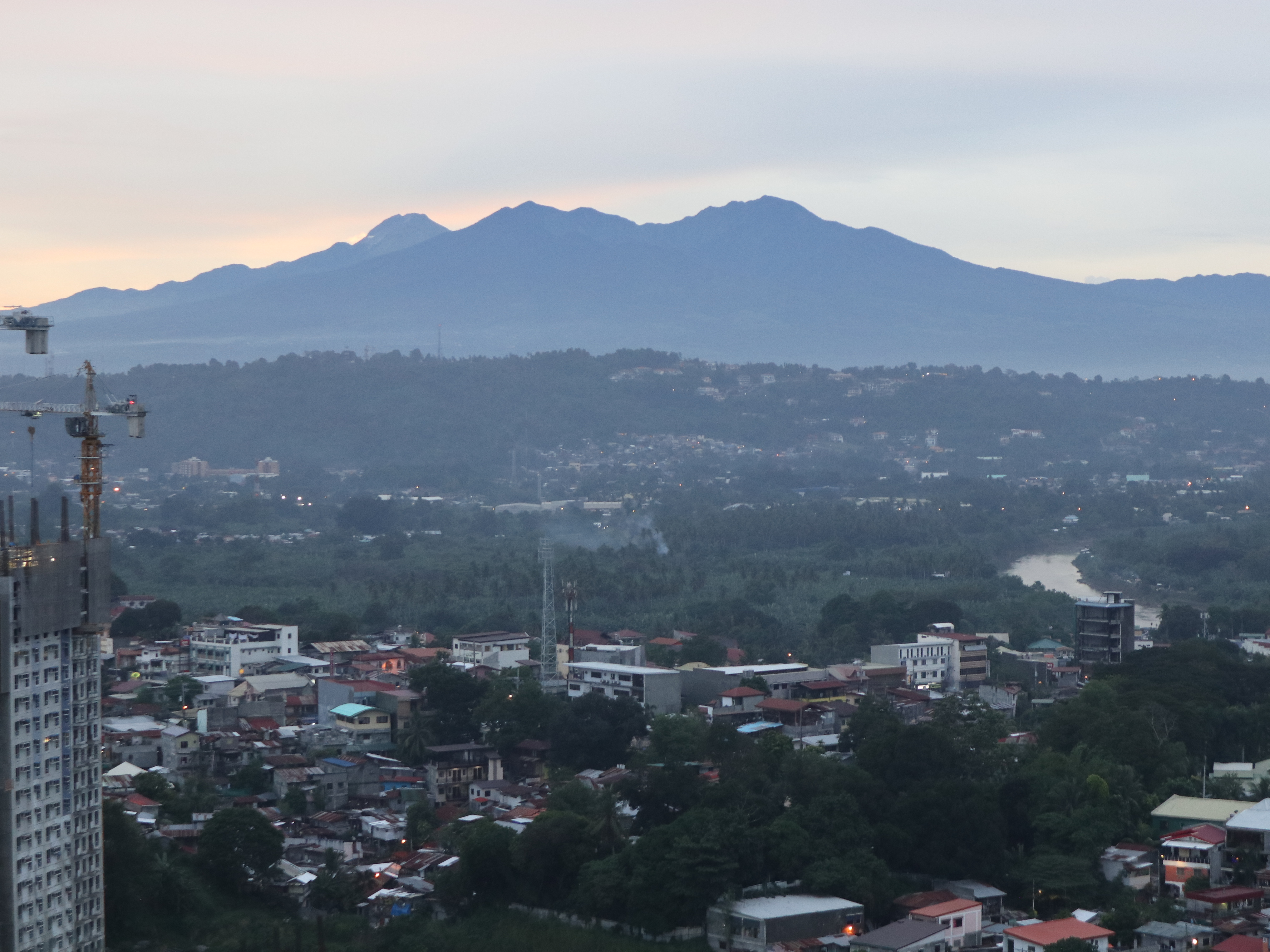
Monte Apo visto desde la ciudad de Dávao. El monte Apo se encuentra al fondo, mientras que el monte Talomo, más masivo pero más bajo, está en primer plano.

El monte Apo es un gran estratovolcán de Filipinas, que se encuentra en la isla de Mindanao. Llega a los 2953 m s. n. m. con lo que es el punto más alto del país. Se puede ver por toda la ciudad de Dávao. Es nombrado también "maestro o señor" y "abuelo".
Es una montaña coronada con tres picos, y en lo más alto hay un ancho cráter volcánico (de aproximadamente 500 m de diámetro) que contiene un pequeño estanque de agua. Este volcán es una fuente de energía geotérmica. La fecha de su última erupción es desconocida.

## Conservación
El 9 de mayo de 1936, el monte Apo fue declarado un Parque nacional por el presidente Manuel L. Quezon. La montaña es hogar de más de 270 especies de aves.
Aunque fue declarado Parque nacional, la actual ruta de escalada ha provocado que se deposite basura, la apertura de nuevos caminos ha erosionado los suelos y hay partes desprovistas de vegetación. Algunos grupos de alpinistas han creado caminos alternos a la cima después de Primavera.
El departamento del Medio Ambiente y Recursos Naturales ha presentado al monte Apo para su inclusión en la lista del Patrimonio de la Humanidad. El monte Apo tiene tres tipos de formaciones forestales:
- Tierras bajas: selva cálida.
- Tierras medias: bosques templados.
- Tierras Altas: bosques fríos.

- Datos: Q455963
- Multimedia: Mount Apo / Q455963